# 건양의학기자상
건양의학기자상은 한국과학기자협회가 희영학술문화재단, 건양대병원과 함께 언론활동을 통해 의학 발전과 의료제도의 개선에 기여하고, 한국과학기자협회 산하 ‘사랑을 실천하는 사람들’의 의료봉사활동에 적극 참여하여 언론 창달에 기여한 의학기자를 선정하여 시상하는 상이다.

## 역대 수상자
| 연도   | 수상자                        | |
| ------ | ----------------------------- | --- |
| 2008년 | 김철중(조선일보)              | 건강의학 부문을 깊이 있게 취재, 보도하는 한편 각종 칼럼을 통해 독자들에게 올바른 건강정보를 전달하는데 노력하면서 의료 환경과 의료제도의 문제점을 분석하고 개선안을 제시하는 등 국민보건 향상에 기여                              |
| 2009년 | 이기수(국민일보)              | |
| 2010년 | 이준규(경향신문)              | |
| 2011년 | 안영인(SBS)                   | 1995년 SBS 보도국에 입사해 의학, 기상, 과학 담당기자로 활동 |
| 2012년 | 고종관(중앙헬스)              | |
| 2013년 | 이병문(매일경제신문)          | 6년동안 전문적인 의학지식의 대중화를 비롯해 주요 병원들과 함께 아시아 의료사각지대를 찾아 의료봉사를 펼치고 취재보도하는 '메디컬원아시아(Medical One Asia)'프로젝트를 진행해 한국의료의 글로벌화에 한몫하고 있다는 평가           |
| 2014년 | 조동찬(SBS)                   | |
| 2015년 | 이충헌(KBS)                   | 12년 동안 '9시 뉴스' 리포트 천여 건을 포함해 검증된 다양한 의학 관련 기사로 국민건강 증진과 의학 발전에 크게 기여를 했으며 2008년부터는 KBS1라디오 ‘라디오 주치의 이충헌입니다’를 맡아 국내 의료 제도의 문제점을 짚고 대안을 제시 |
| 2016년 | 이진한(동아일보 의학전문기자) | 건강프로그램 '나는 몸신이다'에 게스트로 출연하고 '응답하라 IT코리아' '병원이 알려주지 않는 진실' '의사아빠 약사엄마의 친절한 소아과' 등 생활건강 관련 저서 출간 등 대외활동으로 다양한 의학정보 전달                              |

## 같이 보기
- 과학기자상
- 이달의 과학기자상
- 올해의 과학기자상
- 관훈언론상
- 삼성언론상
- 이달의 기자상
- 이달의 방송기자상
- 정문술과학저널리즘상
- 한국기자상
- 한국방송기자대상